# Onkologija
Onkologíja je veja medicine, ki se ukvarja s preprečevanjem, diagnostiko in zdravljenjem raka, pa tudi rehabilitacijo rakavih bolnikov. Izraz prihaja iz grščine: onkos pomeni tumor, oteklina ali bula, logos pa veda oz. znanost.
Zdravnik-specialist, ki deluje na tem področju, se imenuje onkolog oziroma onkologinja.